# 洛濟夫卡 (卡扎京區)
49°29′36″N 28°49′13″E / 49.49333°N 28.82028°E
洛濟夫卡（烏克蘭語：Лозівка），是烏克蘭的村落，位於該國西南部文尼察州，由赫米利尼克區負責管轄，始建於1780年，面積0.27平方公里，海拔高度264米，2001年人口311，人口密度每平方公里1,151.85人。